# Карафелов, Борис Беньяминович
Борис Карафелов (род. 21 марта 1946) — Узбекский и израильский художник.

## Биография
Родился в 1946 году около Ташкента, где его родители находились в эвакуации. В том же, 1946 году, семья возвращается в Винницу, где Борис проводит свои детство и юность. Закончив Винницкую художественную школу, уезжает учиться в Крым.
В 1969 году закончил Крымское художественное училище имени Н. С. Самокиша в Симферополе. В 1969—1976 преподавал рисование в Художественной школе города Винница (Украина). В 1977—1989 преподавал живопись в Москве в Московской школе молодых художников. Карафёлов разрабатывал эскизы декораций и костюмов для спектаклей в Театре на Таганке (Москва), Донском театре драмы и комедии имени В. Ф. Комиссаржевской (Новочеркасск), Мерлин-театре (Будапешт) и других.

## Репатриация в Израиль
В 1990 году репатриировался в Израиль. В 1992 стал лауреатом конкурса «Иш Шалом» (Иерусалим). Б. Карафёлов — член Международной художественной ассоциации при ЮНЕСКО. Его работы представлены в Государственном Музее Изобразительных Искусств им. Пушкина (Москва), Государственном Музее Востока (Москва), Братиславском музее искусств, Рааб-галери (Лондон, Берлин), Гусфилд-Глимер галери (Чикаго), Урбан-галери (Париж, Ницца). Их также можно увидеть в частных коллекциях в Бельгии, Великобритании, Франции, Германии, Голландии, Израиле, России, Испании и США.
Борис Карафёлов живёт и работает в городе Мевасерет-Цион.

## Семья
Жена — писатель Дина Рубина, дочь — Ева Гасснер.

## Персональные и групповые выставки
- 1978-1981 – участие в выставках молодых художников (Москва)
- 1979 – Выставка Союза художников России (Москва)
- 1979 – «По стране» (Москва)
- 1980 – «Мои современники» (Москва)
- 1980 – «Олимпийские игры» (Москва)
- 1991 – Выставка-аукцион (Ницца. Франция)
- 1991 – Выставка (Манхейм. Германия)
- 1991 – «Рааб-галерея» – Лондон
- 1991 – «Урбан-галерея» – Париж. Франция
- 1991 – Персональная выставка в «Бейт-конфедерация». Иерусалим
- 1992 – Выставка лауреатов премии «Иш-Шалом». Иерусалим. Дом художников
- 1993 – Персональная выставка – галерея «Гусфильд-Глиммер». Чикаго, США.
- 1995 – Групповая выставка – Университет Урбино. Италия
- 1995 – «Художники мира» – Кёхен. Германия
- 1995 – «Иерусалим». Галерея «Эксодус». Иерусалим
- 1996 – Персональная выставка. – Израильский культурный центр. Нью-Йорк
- 1996 – Выставка десяти художников. Кнессет. Иерусалим.
- 1998 – Выставка. Галерея «Това Осман». Тель-Авив.
- 1998 – Выставка. Галерея «Эфрат». Тель-Авив
- 1998 – Выставка. Галерея «Просдор». Тель-Авив
- 1999 – Выставка. Центр изучения Иерусалима
- 2000 – Персональная выставка в «Театрон Ерушалаим». Иерусалим
- 2000 – «Личные предпочтения» – Русский музей им. Цейтлина, Рамат-Ган, Израиль
- 2001 – «Личные предпочтения» – Новый Манеж. Москва
- 2002 – Выставка. Галерея «Манеж». Санкт-Петербург
- 2002 – Выставка израильских художников. Дом художников. Санкт-Петербург
- 2002 – Выставка Союза художников России. Москва
- 2003 – Выставка художников изд. «Вагриус». Москва
- 2004 – Персональная выставка. Культурный центр ун-тета Солт-Лейк-Сити. США
- 2006 – Выставка. Русский культурный центр. Иерусалим
- 2008 – «Средняя Азия – Москва-Иерусалим». Музей Востока. Москва
- 2009 – Групповая выставка "Израильские художники о Востоке". «Скитц-галерея», Иерусалим
- 2010 – Культурный центр г. Иерусалима. Выставка "Человек и город"
- 2011 – Персональная выставка "Чешская сюита". Российский культурный центр в Тель-Авиве
- 2011 – Выставка "Предмет в живописи", Иерусалимский культурный центр
- 2011 – Персональная выставка, "Арт-центр", Винница, Украина
- 2016 – Выставка "Окна", Шереметьевский дворец, Санкт-Петербург, Россия
- 2016 – Персональная выставка, городской выставочный зал, Лимассоль, Кипр
- 2016-2017 – Выставка "Двое", Музей Моше Кастеля, Маале-Адумим, Израиль
- 2017 – Персональная выставка «Между земель, между времён». Красноярский художественный музей им. В.И. Сурикова.
- 2017 – Персональная выставка. Галерея «АйнArta». г. Красноярск.
- 2017 – Персональная выставка. Хакасский республиканский музейно-культурный центр г. Абакан.
- 2017 – Персональная выставка. «Персонажи-1». Галерея «Эйн-Ход». Израиль.
- 2018 – Персональная выставка. «Персонажи-2». Выставочный зал «Гармония», Иерусалим.